# Dendrobium lamproglossum
Dendrobium lamproglossum är en orkidéart som beskrevs av Rudolf Schlechter. Dendrobium lamproglossum ingår i släktet Dendrobium, och familjen orkidéer. Inga underarter finns listade i Catalogue of Life.